# Nuoto ai XVII Giochi paralimpici estivi - Donne 100 metri dorso
Le gare di nuoto 100 metri dorso femminili ai XVII Giochi paralimpici estivi si sono svolte tra il 29 agosto e il 7 settembre 2024 alla Paris La Défense Arena.

## Programma
Sono stati disputati 9 eventi, articolati in una serie di batterie di qualificazione in mattinata; la finale è stata disputata nel pomeriggio/sera del medesimo giorno. Ha fatto eccezione la classe S13, di cui è stata disputata direttamente la finale.
| Evento | Data   | Data   | Data   | Data   | Data   | Data   | Data  | Data  | Data  | Data  | Data  | Data  | Data  | Data  | Data  | Data  | Data  | Data  | Data  | Data  |
| Evento | Gio 29 | Gio 29 | Ven 30 | Ven 30 | Sab 31 | Sab 31 | Dom 1 | Dom 1 | Lun 2 | Lun 2 | Mar 3 | Mar 3 | Mer 4 | Mer 4 | Gio 5 | Gio 5 | Ven 6 | Ven 6 | Sab 7 | Sab 7 |
| Evento | M      | P      | M      | P      | M      | P      | M     | P     | M     | P     | M     | P     | M     | P     | M     | P     | M     | P     | M     | P     |
| ------ | ------ | ------ | ------ | ------ | ------ | ------ | ----- | ----- | ----- | ----- | ----- | ----- | ----- | ----- | ----- | ----- | ----- | ----- | ----- | ----- |
| S2     | B      | F      |        |        |        |        |       |       |       |       |       |       |       |       |       |       |       |       |       |       |
| S6     |        |        |        |        |        |        |       |       |       |       |       |       |       |       |       |       |       |       | B     | F     |
| S8     |        |        |        |        | B      | F      |       |       |       |       |       |       |       |       |       |       |       |       |       |       |
| S9     |        |        |        |        |        |        |       |       |       |       | B     | F     |       |       |       |       |       |       |       |       |
| S10    |        |        |        |        |        |        |       |       |       |       |       |       |       |       |       |       | B     | F     |       |       |
| S11    |        |        |        |        |        |        | B     | F     |       |       |       |       |       |       |       |       |       |       |       |       |
| S12    |        |        |        |        | B      | F      |       |       |       |       |       |       |       |       |       |       |       |       |       |       |
| S13    |        |        |        | F      |        |        |       |       |       |       |       |       |       |       |       |       |       |       |       |       |
| S14    |        |        |        |        |        |        |       |       |       |       |       |       |       |       |       |       | B     | F     |       |       |

| M | mattina | P | pomeriggio/sera |

| B | Batterie | F | Finale per medaglia d'oro |

## Risultati
Tutti i tempi sono espressi in minuti e secondi.

### S2
Le gare si sono svolte il 29 agosto 2024.
| Pos. | Atleta                      | Nazione                     | Tempo   | Note                |
| ---- | --------------------------- | --------------------------- | ------- | ------------------- |
|      | Yip Pin Xiu                 | Singapore                   | 2:21,73 |                     |
|      | Haidee Viviana Aceves Perez | Messico                     | 2:21,79 | Record panamericano |
|      | Angela Procida              | Italia                      | 2:24,48 |                     |
| 4    | Diana Koltsova              | Atleti Paralimpici Neutrali | 2:32,68 |                     |
| 5    | Teresa Perales              | Spagna                      | 2:37,53 |                     |
| 6    | Fabiola Ramirez Martinez    | Messico                     | 2:40,48 |                     |
| 7    | Zsanett Adami-Rozsa         | Ungheria                    | 3:16,19 |                     |
| 8    | Katarina Draganov-Cordas    | Serbia                      | 3:18,59 |                     |

### S6
Le gare si sono svolte il 7 settembre 2024.
| Pos. | Atleta           | Nazione     | Tempo   | Note            |
| ---- | ---------------- | ----------- | ------- | --------------- |
|      | Jiang Yuyan      | Cina        | 1:19,44 | Record mondiale |
|      | Ellie Marks      | Stati Uniti | 1:20,34 |                 |
|      | Shelby Newkirk   | Canada      | 1:22,24 |                 |
| 4    | Anna Hontar      | Ucraina     | 1:25,72 |                 |
| 5    | Nora Meister     | Svizzera    | 1:26,54 |                 |
| 6    | Zhu Ji           | Cina        | 1:29,97 |                 |
| 7    | Verena Schott    | Germania    | 1:31,71 |                 |
| 8    | Arianna Talamona | Italia      | 1:34,90 |                 |

### S8
Le gare si sono svolte il 31 agosto 2024.
| Pos. | Atleta                  | Nazione                     | Tempo   | Note               |
| ---- | ----------------------- | --------------------------- | ------- | ------------------ |
|      | Alice Tai               | Gran Bretagna               | 1:09,06 | Record paralimpico |
|      | Viktoriia Ishchiulova   | Atleti Paralimpici Neutrali | 1:14,97 |                    |
|      | Mira Jeanne Maack       | Germania                    | 1:18,36 |                    |
| 4    | Zheng Tingting          | Cina                        | 1:18,96 | Record asiatico    |
| 5    | Xenia Francesca Palazzo | Italia                      | 1:19,85 |                    |
| 6    | Jessica Long            | Stati Uniti                 | 1:21,28 |                    |
| 7    | Alexandra Borska        | Rep. Ceca                   | 1:23,33 |                    |
| 8    | Lu Weiyuan              | Cina                        | 1:25,62 |                    |

### S9
Le gare si sono svolte il 3 settembre 2024.
| Pos. | Atleta                    | Nazione     | Tempo   | Note                                     |
| ---- | ------------------------- | ----------- | ------- | ---------------------------------------- |
|      | Christie Raleigh-Crossley | Stati Uniti | 1:07,92 | Record paralimpico · Record panamericano |
|      | Nuria Marques Soto        | Spagna      | 1:09,24 |                                          |
|      | Mariana Ribeiro           | Brasile     | 1:09,27 |                                          |
| 4    | Beatriz Lerida Maldonado  | Spagna      | 1:12,26 |                                          |
| 5    | Mary Jibb                 | Canada      | 1:12,33 |                                          |
| 6    | Hannah Aspden             | Stati Uniti | 1:12,77 |                                          |
| 7    | Liu Ying                  | Cina        | 1:12,95 | Record asiatico                          |
| 8    | Lizzi Smith               | Stati Uniti | 1:13,37 |                                          |

### S10
Le gare si sono svolte il 6 settembre 2024.
| Pos. | Atleta            | Nazione     | Tempo   | Note |
| ---- | ----------------- | ----------- | ------- | ---- |
|      | Bianka Pap        | Ungheria    | 1:07,97 |      |
|      | Alexandra Truwit  | Stati Uniti | 1:08,59 |      |
|      | Emeline Pierre    | Francia     | 1:09,44 |      |
| 4    | Lisa Kruger       | Paesi Bassi | 1:09,46 |      |
| 5    | Katie Cosgriffe   | Canada      | 1:09,56 |      |
| 6    | Jasmine Greenwood | Australia   | 1:10,26 |      |
| 7    | Anaelle Roulet    | Francia     | 1:10,48 |      |
| 8    | Aurelie Rivard    | Canada      | 1:11,05 |      |

### S11
Le gare si sono svolte il 1º settembre 2024.
| Pos. | Atleta                | Nazione                     | Tempo   | Note           |
| ---- | --------------------- | --------------------------- | ------- | -------------- |
|      | Cai Liwen             | Cina                        | 1:14,02 |                |
|      | Li Guizhi             | Cina                        | 1:16,17 |                |
|      | Daria Lukianenko      | Atleti Paralimpici Neutrali | 1:16,64 | Record europeo |
| 4    | Ma Jia                | Cina                        | 1:17,13 |                |
| 5    | Analuz Pellitero      | Argentina                   | 1:18,09 |                |
| 6    | Maryna Piddubna       | Ucraina                     | 1:18,30 |                |
| 7    | Anastasiia Shevchenko | Atleti Paralimpici Neutrali | 1:19,95 |                |
| 8    | Kateryna Tkachuk      | Ucraina                     | 1:20,31 |                |

### S12
Le gare si sono svolte il 31 agosto 2024.
| Pos. | Atleta                        | Nazione    | Tempo   | Note                |
| ---- | ----------------------------- | ---------- | ------- | ------------------- |
|      | Maria Carolina Gomes Santiago | Brasile    | 1:08,23 | Record panamericano |
|      | Anna Stetsenko                | Ucraina    | 1:09,43 |                     |
|      | Maria Delgado Nadal           | Spagna     | 1:11,33 |                     |
| 4    | Leane Morceau                 | Francia    | 1:12,85 |                     |
| 5    | Ayano Tsujiuchi               | Giappone   | 1:13,64 |                     |
| 6    | Jenna Jones                   | Australia  | 1:13,81 |                     |
| 7    | Karina Petrikovicova          | Slovacchia | 1:14,63 |                     |
| 8    | Naomi Maike Schwarz           | Germania   | 1:15,08 |                     |

### S13
La gara si è svolta il 30 agosto 2024.
| Pos. | Atleta                      | Nazione                     | Tempo   | Note |
| ---- | --------------------------- | --------------------------- | ------- | ---- |
|      | Gia Pergolini               | Stati Uniti                 | 1:04,93 |      |
|      | Róisín Ní Ríain             | Irlanda                     | 1:07,27 |      |
|      | Carlotta Gilli              | Italia                      | 1:08,08 |      |
| 4    | Aleksandra Ziablitseva      | Atleti Paralimpici Neutrali | 1:09,46 |      |
| 5    | Shokhsanamkhon Toshpulatova | Uzbekistan                  | 1:10,28 |      |
| 6    | Marian Polo Lopez           | Spagna                      | 1:12,73 |      |
| 7    | Emma Feliu Martin           | Spagna                      | 1:12,74 |      |
| 8    | Grace Nuhfer                | Stati Uniti                 | 1:13,35 |      |

### S14
Le gare si sono svolte il 6 settembre 2024.
| Pos. | Atleta                          | Nazione                     | Tempo   | Note |
| ---- | ------------------------------- | --------------------------- | ------- | ---- |
|      | Poppy Maskill                   | Gran Bretagna               | 1:05,74 |      |
|      | Valeriia Shabalina              | Atleti Paralimpici Neutrali | 1:06,68 |      |
|      | Olivia Newman-Baronius          | Gran Bretagna               | 1:08,74 |      |
| 4    | Megan Neave                     | Gran Bretagna               | 1:09,59 |      |
| 5    | Madeleine McTernan              | Australia                   | 1:09,70 |      |
| 6    | Aira Kinoshita                  | Giappone                    | 1:09,73 |      |
| 7    | Ana Karolina Soares de Oliveira | Brasile                     | 1:10,70 |      |
| 8    | Chan Yui Lam                    | Hong Kong                   | 1:11,78 |      |